# Baptista Teológiai Akadémia
A Baptista Teológiai Akadémia (BTA) a Magyarországi Baptista Egyház felsőoktatási intézménye, államilag elismert egyházi főiskola. Az intézményen belül teológus alap- és mesterképzés, továbbá kántor alapképzés folyik. Az intézményben gyülekezeti egyházzenész- és gospelzenész szakirányú továbbképzési szakon, valamint biblikus továbbképzés keretében is folyik oktatás.

## Tanszékek
- Írásmagyarázati tanszék
- Biblika teológiai – Rendszeres teológiai tanszék
- Egyháztörténeti – Segédtudományi tanszék
- Gyakorlati teológiai, Missziológiai és Neveléstudományi tanszék
- Himnológiai – Kortárszene tanszék
- Zeneelmélet tanszék
- Karvezetés – Orgona tanszék
- Nyelvi lektorátus

## Képzések

### Alapképzés
- Kántor (nappali és levelező)
- Teológia (nappali és levelező)
- Teológia [lelkipásztor] (nappali)

### Mesterképzés
- Teológia (nappali és levelező)